# Георгиевское (Орловская область)
Георгиевское — село в Урицком районе Орловской области России. Входит в Богдановское сельское поселение.

## История
По списку населённых пунктов Орловской губернии за 1866 год в селе имелись 1 православная церковь, 62 двора и проживали 477 жителей (238 мужчин и 239 женщин).

## География
Расположено на берегу реки Цон рядом с административным центром сельского поселения Гагаринским и Юшково. На другом берегу расположены Богдановка, Боёвка и Гнеушево.
Имеется одна улица — Георгиевская.

## Население
| 2010 |
| ---- |
| 21   |